# منافع ملی

ما متحدان و دشمنان همیشگی نداریم. تنها منافع ملی ماست که همیشگی و دائمی است، و وظیفهٔ ما، دنبال کردن این منافع است.»
لرد پالمرستون، نخست‌وزیر بریتانیا در سدهٔ نوزدهٔ میلادی

منافع ملی به اهدافی که یک دولت در سطح بین‌المللی برای حفظ آنها تلاش می‌کند، گفته می‌شود. منافع ملی از لحاظ درجهٔ اهمیت به سه دسته تقسیم می‌شوند:
- منافع حیاتی: منافعی که با موجودیت یک دولت در ارتباط است و به هیچ وجه قابل مذاکره نیست.
- منافع مهم: منافعی که دولتها برای حفظ و صیانت آن‌ها در مذاکرات تلاش می‌کنند.
- منافع حاشیه‌ای: منافعی که تنها برای بالا بردن قدرت چانه‌زنی یک دولت در مذاکرات ایجاد شده و قابل چشم‌پوشی‌اند.

منافع ملی ممکن است به مثابهٔ هدف‌های اولیه و همیشگی کشور تعریف شوند و این هدف‌های همیشگی به ارزش‌های چهارگانهٔ زیر گفته می‌شود:
1. امنیت وجودی
2. امنیت رفاهی
3. حفظ و ازدیاد قدرت کشور در روابط با کشورهای دیگر
4. پرستیژ

انواع منافع ملی:
- اختلاف‌زا: که قابل مصالحه و مرافعه هستند.
- متعارض: زمانی که منافع بازیگران با یکدیگر تفاوت اصولی دارند
- مشترک: منفعت‌های همسان بازیگران

موازی: زمانی که ارتقا و افول منافع ملی یک کشور به ارتقا یا افول منافع ملی کشور دیگر بستگی دارد.
از دیدگاه واقع‌گرایانهٔ هانس جی. مورگنتا، دو مفهوم اساسی امنیت و منافع ملی، نیروی محرکهٔ هدایت امور دولت‌ها-ملت‌ها در جهان پرهرج ومرج امروزند. منافع یک کشور از همان منظر قدرت در علم سیاست تعریف می‌شود و در تبیین منافع ملی، هیچ‌گونه ارزش‌گذاری خوب و بد قابل تشخیص وجود ندارد.
منافع ملی به مجموعه‌ای از مصالح و فوایدی اشاره دارد که برای یک کشور و جامعه به صورت کلی مورد نیاز و حائز اهمیت است. این منافع شامل موارد زیر می‌شود:
1. امنیت ملی: حفظ امنیت و سلامتی کشور در برابر تهدیدات داخلی و خارجی از جمله تهدیدات نظامی، تروریسم، تجاوز و تهدیدات امنیتی دیگر.
2. توسعه اقتصادی: تأمین رشد اقتصادی و افزایش سطح رفاه جامعه، ایجاد اشتغال و فرصت‌های شغلی، جذب سرمایه‌گذاری و تقویت زیرساخت‌های اقتصادی.
3. استقلال و آزادی: حفظ استقلال سیاسی، سرمایه‌گذاری در قدرت نظامی، به دست آوردن آزادی اقتصادی و سیاسی از سوی دیگر کشورها و حفظ حاکمیت و سرمایه‌های ملی.
4. حفظ منابع طبیعی و محیط زیست: مراقبت و حفاظت از منابع طبیعی، حفظ تنوع زیستی، کنترل آلودگی و حفظ تعادل محیط زیست.
5. حمایت از سلامت و آموزش: تأمین خدمات بهداشتی و درمانی به جامعه، ارتقاء سطح آموزش و تحصیلات، ترویج عدالت اجتماعی و کاهش نابرابری‌ها.
6. حفظ هویت فرهنگی و اجتماعی: حفظ و ترویج فرهنگ و هویت ملی، حفظ حقوق و آزادی‌های فردی، تنوع فرهنگی و تعاملات اجتماعی.

منافع ملی می‌توانند متناسب با شرایط و نیازهای هر کشور متفاوت باشند و تعیین اولویت‌هایی که برای یک کشور مهم است به عهده سیاستمداران و مسئولان کشور است.